# 上渡街道 (平南县)
上渡街道是中华人民共和国广西壮族自治区贵港市平南县下辖的一个街道办事处。
2016年12月11日，广西壮族自治区人民政府批复同意撤销上渡镇，由平南县直接管辖其行政区域。2017年11月29日，贵港市人民政府批复同意设立上渡街道办事处。街道办事处驻地在下渡社区（原上渡镇人民政府驻地）。

## 行政区划
上渡街道下辖以下村级行政区划单位：
下渡社区、柘畲村、渭河村、上渡村、雅埠村、鹿凤村、大成村、河口村、上石村、下石村和芳岭村。